# Geophysikalisches Institut Triest
Das Ozeanographische und Geophysikalische Institut Triest (ital.: Istituto Nazionale di Oceanografia e di Geofisica Sperimentale, OGS) ist ein staatliches Forschungsinstitut mit mehreren Abteilungen im Umkreis von Triest. Es ist aus der 1841 von Österreich-Ungarn gegründeten Triestiner Wetterwarte hervorgegangen.
Die Beobachtungsstation wurde 1903 in eine Meereswarte umgewandelt – u. a. wegen des wichtigen Pegels am Molo Sartorio, auf den sich Mitteleuropas Höhensystem „über Adria“ bezieht, und hieß 1941–49 „Institut für Meereskunde Triest“.
Derzeit hat das Institut etwa 40 Wissenschaftler, 80 Techniker und 20 Verwaltungsbedienstete. Von der Triestiner Küste übersiedelte es in die Nachbargemeinde (34010) Sgonico, Borgo Grotta Gigante 42/c unweit der berühmten Grotta Gigante.

## Gliederung und Forschungsziele
Nach einer Neugliederung 1958 gliedert sich die Beobachtungsstation heute in folgende 5 Bereiche:
- Meeresgeophysik
- Schwerkraft und Magnetismus
- Geoelektrik und Geochemie
- Radioaktivität
- Geothermik und Ultraschall

Das Neuordnungsgesetz 1958 definiert als Ziele insbesondere
- experimentelle Geophysik zur Untersuchung von Anwendungen für Industrie und Landwirtschaft, in der Kommunikation und öffentlichen Verwaltung
- Erforschung des Untergrundes durch geophysikalische Aufschlüsse
- Herausgabe geophysikalischer Publikationen zu wissenschaftlichen, praktischen und didaktischen Zwecken.

## Forschungsschiffe und Geoseismik
Das Institut ist Eigentümer der Forschungsschiffe Laura Bassi und Explora. Die 1995 gebaute Laura Bassi wurde 2019 mit Zuschüssen des italienischen Bildungs- und Forschungsministeriums erworben, um das 2017 außer Dienst gestellte Forschungs- und Versorgungsschiff Italica des italienischen Antarktis-Forschungsprogramms zu ersetzen. Wie die Italica dient auch die Laura Bassi der Versorgung der italienischen Mario-Zucchelli-Station am Rossmeer. Die Explora ist ein Forschungsschiff mit 1400 Bruttotonnengehalt. Sie wurde extra für geophysikalische Aufschlüsse gebaut und für Messungen mittels Geoseismik, Gravimetrie, Thermik und Geomagnetik ausgerüstet.
Das Institut für Seismische Forschungen betreibt ein Erfassungsnetz mit 15 Fernstationen. Die Analysen erfolgen am OGS-Rechnungszentrum mit einem Cray EL 98-Großrechner und Workstations – einerseits zur Verarbeitung der seismischen Daten, andrerseits zur seismischen Prozeßmodellierung und für meereskundliche Modellierungen.

## Kooperationen
Ein langfristiges Forschungsprojekt im Auftrag des Nationalen Antarktis-Programms (PNRA) läuft in der Antarktis, wofür die oben genannten Forschungsschiffe Laura Bassi und Explora eingesetzt werden.
Angewandte Geophysik: Hier hat sich das Institut auf die seismische Exploration der oberen Erdkruste für Kohlenwasserstoffe und Erze spezialisiert und kooperiert mit der Energie- und der Rohstoffindustrie, vor allem mit ENEL und AGIP. Weiters besteht Zusammenarbeit mit CNR, ENEA, der Norsk Hydro und mit mehreren Universitäten in Italien und Mitteleuropa.
Das Institut beteiligt sich an wissenschaftlichen F&E-Projekten der Europäischen Gemeinschaft – u. a. Joule, Thermie, Environment, Mast, Brite-Euram und an Projekten der Ozeanografie zur Untersuchung des Mittelmeeres, zum Umweltschutz in der Adria und für die Meerestechnik.